# Ondrej Spiegl

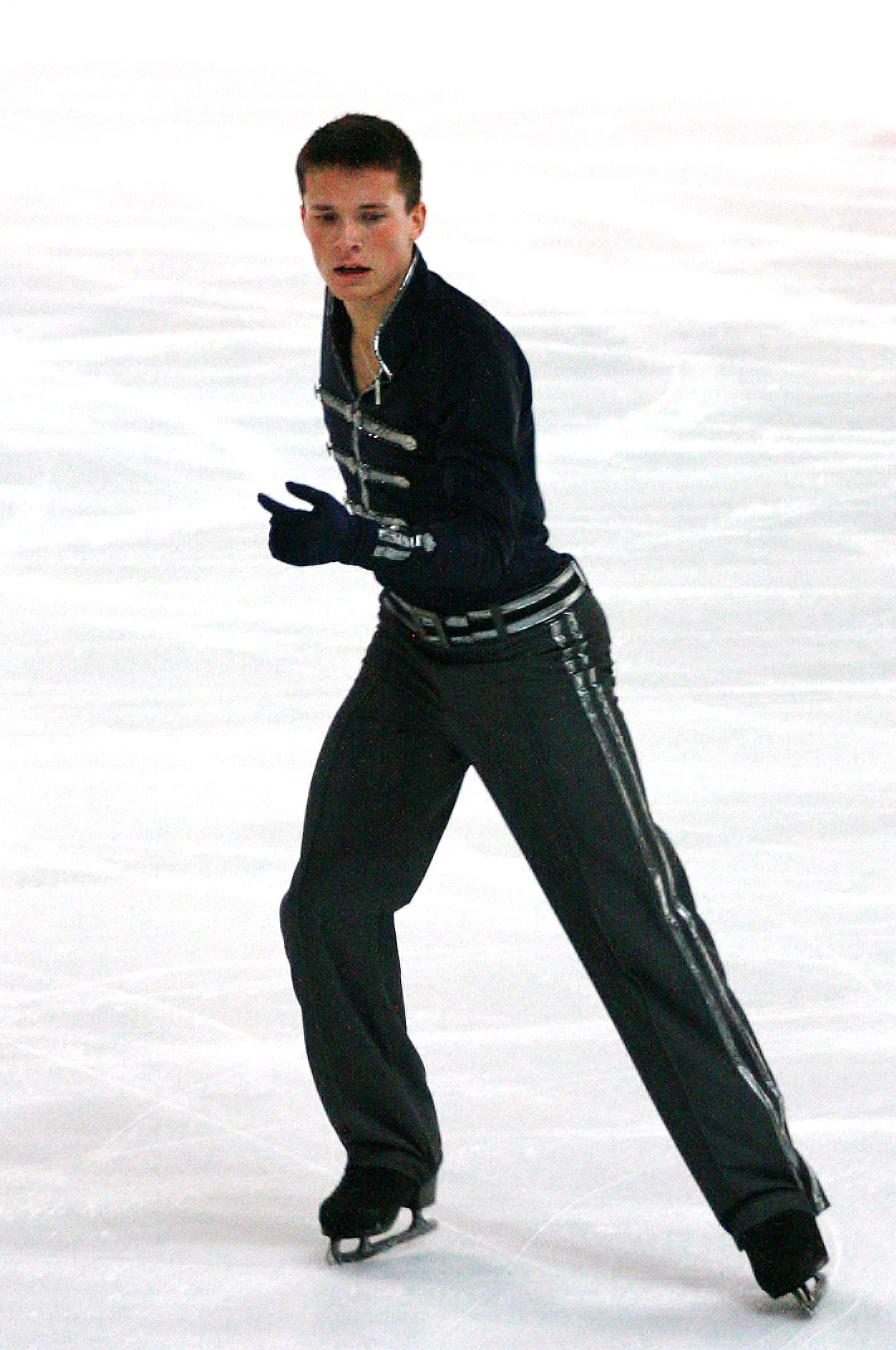
Ondrej Spiegl (2013).

Ondrej Spiegl, född 10 juli 1993 i Salzburg i Österrike, är en konståkare från Eskilstuna som tävlar för Eskilstuna IK konståkning. Han tog SM-silver 2012 i tävlingarna i Växjö även ett SM-guld 2014 i Västerås.